# Lîtvîniv, Pidhaiți
Lîtvîniv (în ucraineană Литвинів) este localitatea de reședință a comunei Lîtvîniv din raionul Pidhaiți, regiunea Ternopil, Ucraina.

## Demografie
Componența lingvistică a localității Lîtvîniv
     Ucraineană (99,89%)
     Alte limbi (0,11%)
Conform recensământului din 2001, majoritatea populației localității Lîtvîniv era vorbitoare de ucraineană (99,89%), existând în minoritate și vorbitori de alte limbi.